# Gastón Boero
Gastón Boero (Paysandú, 9 de agosto de 1923 - Montevideo, 28 de abril de 2020) fue un ginecólogo, sexólogo, cirujano y escritor uruguayo.

## Biografía
Boero estudió medicina en la Universidad de la República y se especializó en ginecología. En el Congreso Uruguayo de Ginecología y Obstetricia de 1957, asistió a varias conferencias sobre sexualidad que le hicieron optar por esa disciplina.
Además de fundar un consultorio sexual, también fue fundador del capítulo de medicina sexual de la Sociedad Ginecotocológica del Uruguay, luego Sociedad Uruguaya de Sexología Ginecólogica y actualmente Sociedad Uruguaya de Medicina Sexual. También fue cofundador de la Sociedad Internacional de Sexología Médica.
Boero publicó numerosos libros de sexualidad. Fue conductor de los programas de televisión El sentido del sexo y Sexo al diván emitidos en Canal 10. También fue autor de la obra teatral El sexo nuestro de cada día junto a Gerardo Tulipano.
En 2000 obtuvo el premio Morosoli de plata a la educación. En 2012 recibió una mención especial en los premios Bartolomé Hidalgo a la labor científica. En 2016 fue declarado Ciudadano Ilustre de Montevideo.
Falleció el 28 de abril de 2020 a los 96 años.

## Obras
- Sexualidad. La vida que no conocemos, Arca 1977.
- Ciclo sexual, procreación y embarazo, Arca 1976.
- Manual de embarazo y parto Fin de Siglo 1991.
- Todo lo que usted quería saber de sexo y se animó a preguntar, Fin de Siglo 1997.
- Breve manual de sexología, Fin de Siglo 2001.
- Las armas del amor, Fin de Siglo 1999.
- El sentido del sexo, Banda Oriental 2012.
- Guía ilustrada de la sexualidad humana, 1995.
- El sexo tal cual es (junto a Manuel Novoa Noceto) Planeta 2011.

Sobre Gastón Boero
- Gastón Boero. Testigo del futuro. Retrato sin retocar, Rosana Pratt, 2001.